# Німецька вулиця (Київ)
Німе́цька ву́лиця — вулиця в Голосіївському та Печерському районах міста Києва, місцевість Нова Забудова. Пролягає від Предславинської до Ямської вулиці.
Прилучаються вулиці Велика Васильківська, Антоновича і Казимира Малевича.

## Історія
Вулиця виникла в 30-ті роки XIX століття під назвою Німецька, від німецького кладовища на Печерську, в бік якого прямувала. У 70-ті роки XIX століття мала також назву Погребальна (як дорога до німецького і Байкового кладовищ). 
З 1944 року — вулиця Тельмана, на честь Ернста Тельмана, лідера німецьких комуністів у 1920–1940-х роках, одного з головних політичних опонентів Гітлера.
Сучасну історичну назву відновлено 2015 року.

## Забудова
Наприкінці XIX — на початку XX століття вулиця була забудована одно-, двоповерховими будинками. У 80-х роках XX століття майже усю стару забудову було знесено, залишилася лише одна садиба (за сучасною нумерацією - під № 3 та № 3б) — триповерховий прибутковий будинок із флігелем.

Анотаційна дошка зі старою назвою вулиці на будинку № 1/35 (демонтовано 2016 року)